# Rudi Torga
Hector Ruiz Díaz Hilter, conocido popularmente como Rudi Troga (San Lorenzo, 19 de febrero de 1938-Santiago, 11 de septiembre de 1973), fue un poeta paraguayo, abogado y destacado hombre del teatro popular y la cultura guaraní.

## Biografía
Nació en San Lorenzo el 19 de febrero de 1938. Es uno de los referentes principales del teatro contemporáneo y de vanguardia en el Paraguay. De la composición su nombre obtuvo el seudónimo artístico con el cual es vastamente conocido (RUiz DIaz Hilter, Héctor). 
Realizó sus estudio en la Escuela "F. D. Roosevelt" de San Lorenzo y en la Escuela "Fernando de la Mora" de Asunción, y los secundarios en el colegio "Fulgencio Yegros" y en el colegio "José Enrique Rodó", para luego realizar sus estudios de actuación teatral en la Escuela Municipal de Arte Escénico (1957-1962). 
Desempeñó los más diversos oficios y trabajos, los cuales le dieron un profundo conocimiento de su gente y su cultura. Fue agente de la Dirección de Tránsito de la Policía de la Capital (1956-1958), maletero en una compañía aérea (1959-1978), coordinador del programa de Acción Cultural Comunitaria y del Programa Urbano en la Misión de Amistad de Asunción, coordinador de Promuri (Promoción Urbana, Rural e Indígena), director (1970-1990) y director del Departamento de Cultura Popular de la Subsecretaría de Cultura del Ministerio de Educación y Cultura del Paraguay (1993-1997).
Su extensa actividad teatral lo llevó a ser director del Teatro Experimental "Mburikao" (1963); actor y director del Teatro popular de Vanguardia (TPV), fundador y director del Teatro Estudio Libre (TEL) (1970-1998) y director del Teatro de Facultades (TEFA). Es además autor de las obras teatrales: 
- "La odisea"
- "Mborayhu rape"(en guaraní)
- "Chokokue rape - Historia del Campesinado Paraguayo"
- "Julio Correa - Texto y Contexto" (montaje)
- "Oficio de mujer" (montaje)
- "Serénate" (montaje)
- "Ñane ñe'ê rayhupápe" (montaje)
- "Ñandejára resay" (adaptación de la obra "A la diestra de Dios Padre" al ambiente campesino, en guaraní, con música de Arnaldo Llorens).

En poesía ha publicado "Mandu'arâ" (en guaraní) (1990), "Esta tierra soy yo - Historia de la mujer paraguaya - Teatro Poético", "Donde mi canto pasó - Poesía en Castellano" y "Apuntes viajeros - Ensayos sobre cultura popular". Entre las grabaciones más importantes de las cuales ha tomado parte como actor se cuentan: 
- "Poesía Paraguaya en Guaraní" (1973)
- "Antología poética de Carlos Miguel Jiménez" (1979)
- "Antología poética de José Luis Appleyard" (1979-1990)
- "Ciudad... Un reportaje musical a la vida asunceña de hoy" (Letras en castellano musicalizadas por Fausto González, Ciríaco Cardozo, Arnaldo Llorens y Emilio Bobadilla Cáceres)
- "Ka'aguy pytû" (Letras en guaraní con música de Alejandro Cubilla, José Luis Miranda y Arnaldo Llorens - Investigación sobre el origen de la música y demostración de la influencia indígena en el ritmo de la música paraguaya).

Como periodista colaboró con los diarios La Tribuna, en su suplemento cultural (1981); HOY, en la sección de Artes y Espectáculos con la columna "Telón abierto" de crítica teatral (1981 -1988); Noticias, en crítica teatral y notas; ABC Color, en el suplemento cultural. También colaboró con la revista Acción, fue director y fundador de la Revista Ñande Reko (Nuestro Ser), dedicada a la cultura guaraní; y participó en la fundación de la revista Ñemity -de la cual fue consejero-, también dedicada a la cultura guaraní.